# Yuanzhou
Yuanzhou léase Yuán-Zhóu (en chino, 袁州区; pinyin, Yuánzhōu qū) es un distrito urbano bajo la administración directa de la Prefectura Yichun en la provincia de Jiangxi, República Popular China. Su área es de 2537 km² y su población total para 2022 superó los 1,1 millón de habitantes.

## Administración
Desde 2022 el distrito de Yuanzhou se divide en 22 pueblos que se administran en 10 subdistritos, 19 poblados y 3 villas.